# Jaroslava Schallerová
Jaroslava Schallerová est une actrice tchèque née le 25 avril 1956 à Prague.
En début de carrière, elle se produisait aussi sous le nom de Jarka Schallerova.

## Filmographie
- 1970 : Égi bárány (Agnus dei)
- 1970 : Valérie au pays des merveilles (Valerie a týden divu) : Valérie
- 1970 : La Belle et le Vagabond (Szép lányok, ne sírjatok!) de Márta Mészáros : Juli
- 1971 : Hangyaboly : Gruber Helénke
- 1971 : Svatby pana Voka : Ficka Hanicka
- 1971 : Végre, hétfö!
- 1972 : My, ztracený holky : Zofie Cajthamlová
- 1972 : Homolka a tobolka : la plus jolie fille
- 1973 : Die Elixiere des Teufels (The Devil's Elixirs) : Aurelie
- 1973 : Pulnocní kolona (Midnight Train) : Mísa
- 1973 : Láska : Andrea Vasákov
- 1973 : Známost sestry Aleny
- 1973 : Maturita za skolou : Zuzana
- 1973 : Zlá noc : infirmière Zdenka
- 1974 : Adam a Otka : Terezka
- 1974 : Lidé z metra (People from the Subway) : Dívka
- 1975 : Sperk
- 1975 : Dva muzi hlásí príchod : Marticka
- 1975 : Zaklete rewiry (Hotel Pacific) : Zoska
- 1976 : Do posledneho dychu
- 1976 : Rozdelení : Eva
- 1976 : Cirkus v cirkuse
- 1976 : Malá morská víla : Královna Ledového
- 1977 : Der Hasenhüter : Anne
- 1977 : Bez, at ti neutece : Jarka
- 1977 : 30 panen a Pythagoras : Helena Trojanová
- 1978 : Proc neverit na zázraky : Vlasta
- 1979 : Písen o stromu a ruzi : Vera Havlová
- 1979 : Le Prince des chats (Kocicí princ) : Snehurka
- 1979 : Die Gänsehirtin am Brunnen : Trulle / princesse Marie
- 1980 : Úteky domu
- 1980 : Krecek v nocní kosili : Klára
- 1990 : Uf - oni jsou tady : la mère de Jirka
- 1993 : Flash, le reporter-photographe : Jana